# Grava (hormigón)
La grava o agregado grueso es uno de los principales componentes del hormigón o concreto, por este motivo su calidad es sumamente importante para garantizar buenos resultados en la preparación de estructuras de hormigón. 

## Composición
El agregado grueso estará formado por roca o grava triturada obtenida de las fuentes previamente seleccionadas y analizadas en laboratorio, para certificar su calidad. El tamaño mínimo será de 4,8 mm. El agregado grueso debe ser duro, resistente, limpio y sin recubrimiento de materiales extraños o de polvo, los cuales, en caso de presentarse, deberán ser eliminados mediante un procedimiento adecuado, como por ejemplo el lavado. 
La forma de las partículas más pequeñas del agregado grueso de roca o grava triturada deberá ser generalmente cúbica y deberá estar razonablemente libre de partículas delgadas, planas o alargadas en todos los tamaños.

## Calidad
En general, el agregado grueso deberá estar de acuerdo con la norma ASTM C 33 (El uso de la norma está sujeto de acuerdo al país en el cual se aplíque la misma ya que las especificaciones de cada una de estas varían de acuerdo con la región o país). Los porcentajes de sustancias dañinas en cada fracción del agregado grueso, en el momento de la descarga en la planta de concreto, no deberán superar los siguientes límites:
| Sustancia                                         | Norma                      | Límite máximo (%) |
| Material que pasa por el tamiz n.º 200            | (ASTM C 117)               | máx. 0.5          |
| Materiales ligeros                                | (ASTM C 123)               | máx. 1            |
| Grumos de arcilla                                 | (ASTM C 142)               | máx. 0.5          |
| Otras sustancias dañinas                          | -                          | máx. 1            |
| Pérdida por intemperismo                          | (ASTM C 88, método Na2SO4) | máx. 12           |
| Pérdida por abrasión en la máquina de Los Ángeles | ASTM C 131 y C 535         | máx. 40           |

## Granulometría
El agregado grueso debe estar bien gradado entre los límites fino y grueso y debe llegar a la planta de concreto separado en tamaños normales cuyas granulometrías se indican a continuación: 
| Tamiz U.S.Standard | Dimensión de la malla (mm) |        | Porcentaje en peso que pasa por los tamices individuales |        |
| -                  | -                          | 25 mm  | 38 mm                                                    | 51 mm  |
| 2"                 | 50                         | -      | 100                                                      | 100    |
| 1½"                | 38                         | -      | 95-100                                                   | 95-100 |
| 1"                 | 25                         | 100    | -                                                        | 35-70  |
| 3/4"               | 19                         | 90-100 | 35-70                                                    | -      |
| ½"                 | 13                         | -      | -                                                        | 10-30  |
| 3/8"               | 10                         | 20-55  | 10-30                                                    | -      |
| N.º 4              | 4.8                        | 0-10   | 0-5                                                      | 0-5    |
| N.º 8              | 2.4                        | 0-5    | -                                                        | -      |

## Tamaño
A menos que específicamente se indique lo contrario, el tamaño máximo del agregado que deberá usarse en las diferentes partes de la obra será:
| Tamaño máximo | Uso general                                                                       |
| 51 mm (2")    | Estructuras de concreto en masa: muros, losas y pilares de más de 1 m de espesor. |
| 38 mm (1½")   | Muros, losas, vigas, pilares, etc., de 30 cm a 1 m de espesor.                    |
| 19 mm (3/4”)  | Muros delgados, losas, alcantarillas, etc., de menos de 30 cm de espesor.         |